# Essyllt
Essyllt [essiɬt], auch Esyllt, ist eine Sagenfigur aus der keltischen Mythologie von Wales. Sie ist die Gattin des Königs March fab Meirchiawn und die Tante von Drystan fab Tallwch, der sich in sie verliebt. Im höfischen Tristan-Roman entspricht ihr die Figur der Iseut (altfranzösisch) oder Isolt  (mittelhochdeutsch), in modernen Übertragungen Isolde.
Der Ursprung des Namens Essyllt wird kontrovers diskutiert. Er könnte auf eine hypothetische Form * Adsiltia mit der Bedeutung „die Angeschaute“ zurückgehen (nach kymrisch syllu – „betrachten“). Die Namen Iseut, Isolt und Isolde sind wahrscheinlich nicht keltischen, sondern germanischen Ursprungs. Verschiedentlich wird die Ansicht vertreten, dass auch die keltische Form auf ein germanisches Vorbild zurückgeht.